# Jill Janus
Jill Janus, född Janiszewski den 2 september 1975, död 14 augusti 2018, var en amerikansk sångerska i heavy metal-banden Huntress, The Starbreakers och Chelsea Girls.

## Biografi
Janus  sjöng opera innan hon som tonåring blev intresserad av thrash metal. Hon har studerat på American Musical and Dramatic Academy. Hon började sin musikkarriär med att arbeta som topless discjockey under namnet Penelope Tuesdae. Hon arbetade också i en kabaré i restaurangen Windows on the World fram till natten före attackerna den 11 september i New York.
2003 började Janus sin karriär inom metal som medlem i Vexy Strut. Hon stannade kvar i bandet till 2006. 2009 värvade hon medlemmar i metalbandet Professor till sitt nybildade band Huntress. Janus var sångare på Huntress tre studioalbum.
Janus fyllde in för Amon Amarths sångare Johan Hegg under en turné med Huntress 2015. Hon skrev också Victory: The Rock Opera tillsammans med gitarristen Angus Clark. Janus har beskrivit hur hon inspirerats av Ann Wilson och Freddie Mercury. Hon har också nämnt Rob Halford, King Diamond och Jared Warren som några av sina förebilder.

## Privatliv
Janus föddes i Catskillbergen och utövade hedendom under hela sin barndom.
När hon var 20 fick Janus diagnosen bipolär sjukdom. Senare i sitt liv fick hon också diagnoserna schizoaffektivt syndrom, dissociativ identitetsstörning, schizofreni och alkoholism.
Janus har själv beskrivit sina upplevelser: "Jag har alltid sett och hört saker som andra inte kunde. Många visioner eller drömmar manifesterade sig i verkligheten, vilket min familj och vänner beskrev som min 'mediala förmåga'." "Det här orsakade mer dramatik i skolan. Jag kallades för ett "freak" och misshandlades. När jag var 17 upplevde jag visioner och möten med utomvärldsliga varelser nästan dagligen."

## Död
Janus tog sitt liv den 14 augusti 2018, nära Portland, Oregon.